# 2690 Ristiina
2690 Ristiina је астероид главног астероидног појаса са пречником од приближно 20,12 .
Афел астероида је на удаљености од 3,384 астрономских јединица (АЈ) од Сунца, а перихел на 2,687 АЈ.
Ексцентрицитет орбите износи 0,114, инклинација (нагиб) орбите у односу на раван еклиптике 11,442 степени, а орбитални период износи 1932,094 дана (5,289 година).
Апсолутна магнитуда астероида је 11,10 а геометријски албедо 0,158.
Астероид је откривен 24. фебруара 1938. године.